# João Moura
Pour les articles homonymes, voir Moura (homonymie).
João Antonio Romao de Moura  dit  « João Moura », né à  Portalegre le 24 mars 1960, est un rejoneador portugais.
.

## Présentation
Dès l'âge de onze ans, il se produit en public à Santarém et peu après, le 21 avril 1974, il se présente dans les Arènes du Campo Pequeno à Lisbonne en compagnie de Manuel Condé.
Dès 1976, il est en tête du classement et après son alternative, il participe à soixante deux corridas en Amérique latine. En France, c'est aux arènes d'Arles et à Bayonne qu'il connaît ses plus grands triomphes en 1984. Il se produit souvent dans les arènes françaises où il très apprécié en particulier pour ses quiebros remarquables.
En 2001 et 2002, il a réussi à maintenir son prestige face à la nouvelle génération de rejoneadors qui le considèrent comme une grande figura du rejoneo
En 2008, il a fêté ses trente ans d'alternative dans les arènes de Lisbonne. Une exposition lui a été consacrée